# Hypoponera jeanneli
Hypoponera jeanneli är en myrart som först beskrevs av Santschi 1935.  Hypoponera jeanneli ingår i släktet Hypoponera och familjen myror. Inga underarter finns listade i Catalogue of Life.